# خبرش

تاج خبرش

خبرش، تاج مصري قديم. يُعرف أيضًا باسم التاج الأزرق أو تاج الحرب. غالبًا ما تُصوَّر المملكة المصرية الحديثة فرعون وهو يرتديه في المعركة، ولكنه كان يلبس كثيرًا أيضًا في الاحتفالات. كان يُطلق عليه تاج الحرب من قبل الكثيرين، لكن المؤرخين المعاصرين يمتنعون عن تعريفه على هذا النحو.
لم يتم العثور على أي نموذج أصلي لخبرش حتى الآن. استنادًا إلى التمثيلات الفنية القديمة، توقع بعض علماء المصريات أن الخبرش كان مصنوعًا من الجلد أو القماش المقوى  غطت بترتيب دقيق لمئات الترتر أو الأقراص أو الرؤوس أو الحلقات. بالنظر إلى أن دشريت التاج الأحمر وحدجت التاج الأبيض كانا منسوجين على ما يبدو من نوع من الألياف النباتية، فقد تشير الدوائر أو الحلقات التي تزين التمثيلات الفنية القديمة للخبرش بدلاً من ذلك إلى مجموعة منتظمة من الثقوب السداسية في نسج ثلاثي المحاور مفتوح. كما هو الحال مع العديد من التيجان الملكية الأخرى، كان الصل (الكوبرا) مربوطًا بمقدمة خبرش الأتف.

## التاريخ
تم تمثيل التاج الأزرق، أو تاج الحرب، بالهيروغليفية.

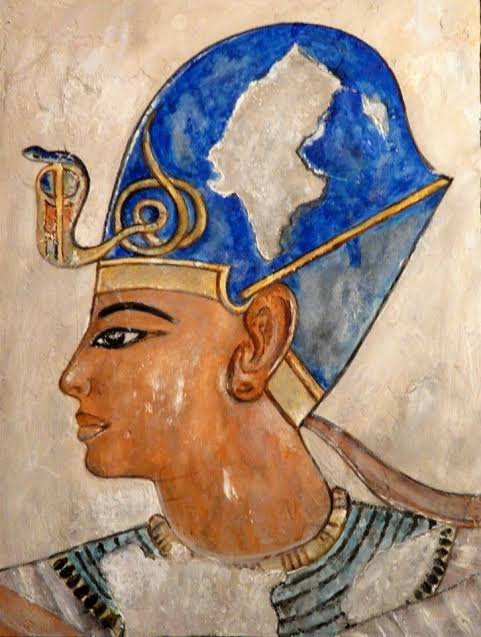
أحد الملوك المصريين يرتدي تاج خبرش

أول ذكر معروف لـ «خبرش» موجود على لوحة القاهرة JE 59635 [CG 20799] والتي تعود إلى عهد الفرعون نفر حتب الثالث، خلال الفترة الانتقالية الثانية. في هذا وأمثلة أخرى من نفس العصر، تمت كتابة الكلمة مع محدد يمثل تاج الغطاء، وهو نوع من التاج السفلي والأقل تفصيلاً. تظهر صور «خبرش» من عهد أحمس الأول، أول ملوك المملكة المصرية الحديثة والأسرة المصرية الثامنة عشر، غطاء رأس أطول من تاج الغطاء وزاوية أكثر من الأشكال اللاحقة لـ «خبرش». استمر هذا التاج في التطور خلال أوائل الأسرة الثامنة عشرة، حيث بلغ الشكل الأكثر شهرة في عهدي حتشبسوت وتحتمس الثالث.

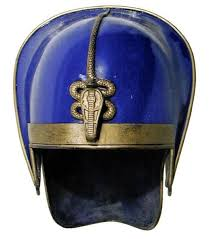
تاج خبرش مصنوع حديثا

بعد عهد أمنحتب الثالث - وخاصة خلال الأسرتين الثامنة عشرة والتاسعة عشرة - ظهرت الموضة حتى أن بعض الفرعون تبناها كتاج أساسي. توقف تصوير التاج في الأسرة المصرية الخامسة والعشرون (747 إلى 656 قبل الميلاد).

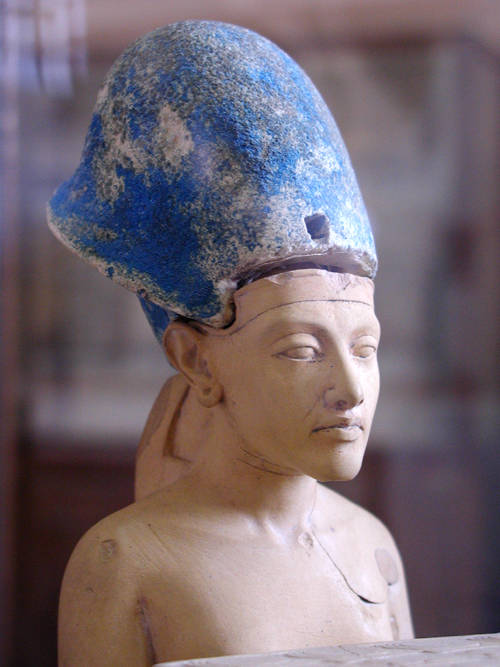
أخناتون يرتدي تاج خبرش

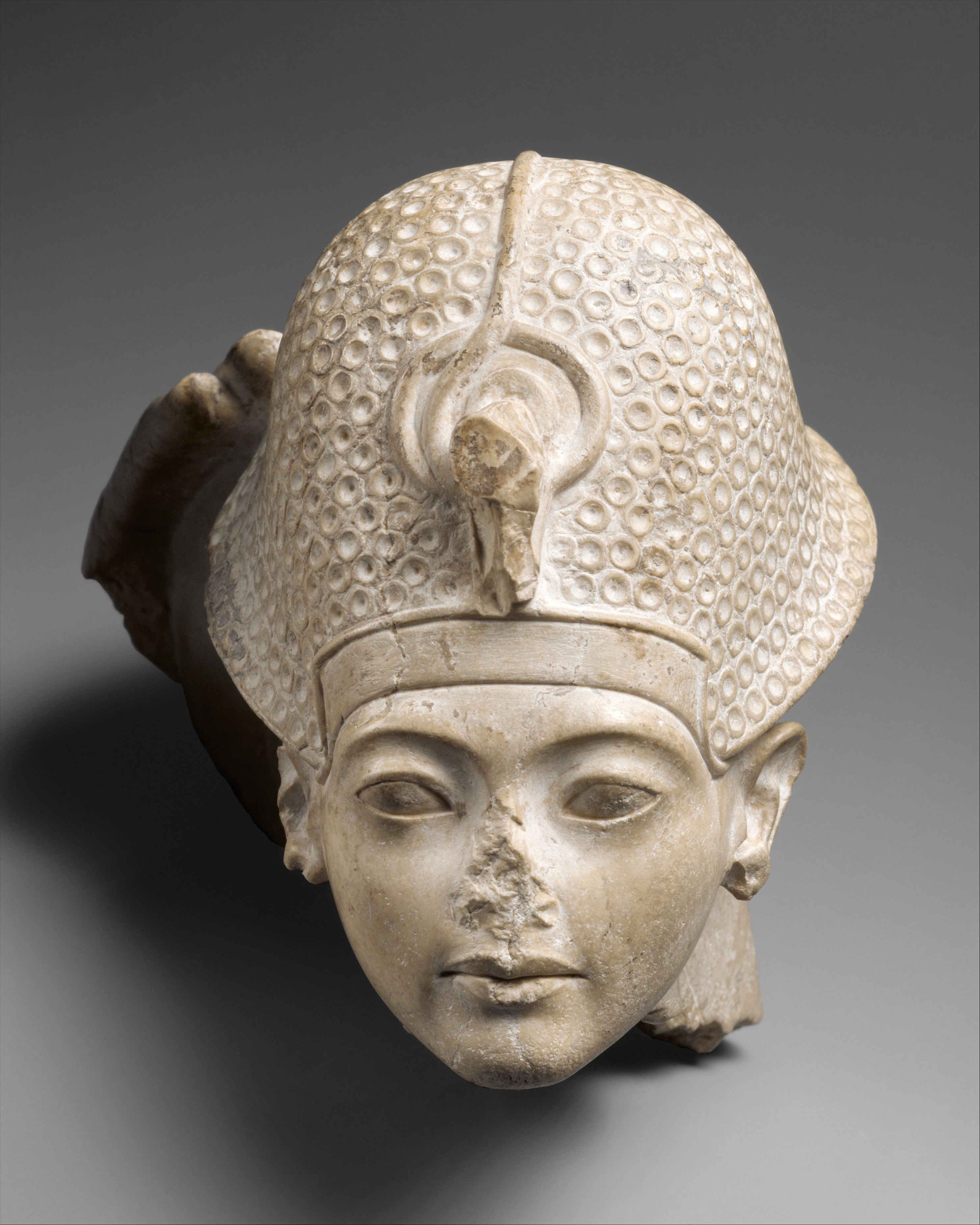
توت عنخ آمون يرتدي تاج خبرش

خلال المملكة المصرية الحديثة، ظهر الفراعنة بهذا التاج في ظروف عسكرية. ومع ذلك، يعتقد بعض العلماء أن التاج كان يُقصد به أيضًا استحضار القوة الإلهية للفرعون، وبالتالي تم ارتداؤه لتعيين الملوك دينياً كمظاهر للآلهة على الأرض.

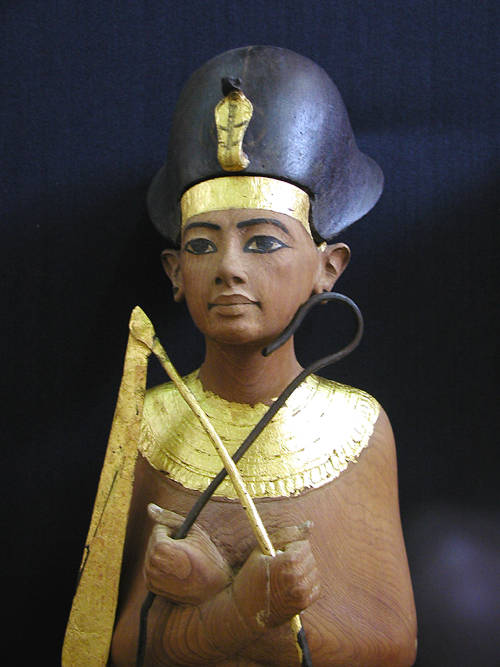
أوشبتي أخناتون مع تاج خبرش

## رمزيته
في علم المصريات تم تفسير تاج خبرش على أنه تاج حرب لفترة طويلة. ومع ذلك، تظهر الأبحاث الحديثة أن الاستخدام كان متنوعًا ولا يقتصر على الأعمال الحربية. على الرغم من أنها كانت تستخدم في كثير من الأحيان في برامج الصور المتعلقة بالنصر على أعداء مصر، فقد تم توثيق تيجان أخرى في هذا السياق أيضًا. بالإضافة إلى ذلك، غالبًا ما كان الملك يرتدي التاج الأزرق عندما كان ينظر إليه كطفل، خاصةً عند الرضاعة من قبل الآلهة. هذا يعطي صلة مباشرة بالآلهة الطفل، الذين ظهروا أيضًا في ظواهر مماثلة.
من المحتمل أن يكون تاج خبرش بمثابة التجديد والخصوبة وكعلامة على الوريث الشرعي الذي يؤكد مطالبته المشروعة بخليفة العرش. كان القاسم المشترك بين الملوك والآلهة الأطفال فيما يتعلق بتاج تشيبرش هو أن الملك والإله الطفل فقط ارتدا التاج الأزرق كعلامة على حكم مصر؛ الملك كعلامة الأرض والإله الطفل كرمز للحكم الإلهي.